# أوغستين جامارا
أوغستين جامارا (بالإسبانية: Agustín Gamarra) (و. 1785 – 1841 م) هو سياسي، وعسكري محترف من بيرو ولد في قوسقو.

## روابط خارجية
- أوغستين جامارا على موقع الموسوعة البريطانية (الإنجليزية)